# جو مارتي
جو مارتي (بالإنجليزية: Joe Marty)‏ هو لاعب كرة قاعدة أمريكي، ولد في 1 سبتمبر 1913 في ساكرامنتو في الولايات المتحدة، وتوفي بنفس المكان في 4 أكتوبر 1984.

## وصلات خارجية
- جو مارتي على موقعبيزبول رفرنس.كوم (الدوري الرئيسي) (الإنجليزية)